# Laura Muir
Laura Muir, född 9 maj 1993, är en brittisk medel- och långdistanslöpare. 
Hon har blivit brittisk mästare utomhus fyra gånger (800 meter 2018 samt 1 500 meter 2015, 2016 och 2022) samt brittisk mästare inomhus fem gånger (800 meter 2014, 1 500 meter 2013 och 2015 samt 3 000 meter 2018 och 2019).

## Karriär
I mars 2023 vid inomhus-EM i Istanbul tog Muir guld på 1 500 meter och blev den första brittiska friidrottaren att vinna totalt fem guld i inomhus-EM.

## Personliga rekord
| Utomhus - 800 meter – 1.56,73 (Monaco, 9 juli 2021) - 1 000 meter – 2.30,82 (Monaco, 14 augusti 2020) 0NR0 - 1 500 meter – 3.54,50 (Tokyo, 6 augusti 2021) 0NR0 - 1 engelsk mil – 4.18,03 (London, 9 juli 2017) - 3 000 meter – 8.30,53 (Lausanne, 26 augusti 2022) - 5 000 meter – 14.52,07 (London, 13 augusti 2017) | Inomhus - 800 meter – 1.58,44 (Glasgow, 1 februari 2020) - 1 000 meter – 2.31,93 (Birmingham, 18 februari 2017) 0AR0 - 1 500 meter – 3.59,58 (Liévin, 9 februari 2021) 0NR0 - 1 engelsk mil – 4.18,75 (Birmingham, 16 februari 2019) - 3 000 meter – 8.26,41 (Karlsruhe, 4 februari 2017) 0AR0 - 5 000 meter – 14.49,12 (Glasgow, 4 januari 2017) 0NR0 |